# 五车增十
御夫座38，又名BD+42 1473，HD 40801、SAO 40818、HR 2119，是御夫座的一颗恒星，视星等为6.1，位于銀經169.6，銀緯10.05，其B1900.0坐标为赤經5h 56m 5.3s，赤緯+42° 10.05′ 53″。